# Site funéraire de l'âge du bronze de Sammallahdenmäki
Le site funéraire de Sammallahdenmäki est un site archéologique de l'Âge du bronze situé dans le Sud-Ouest de la Finlande, dans la région du Satakunta et la commune de Lappi, qui a fusionné en 2009 avec la ville de Rauma.

## Situation

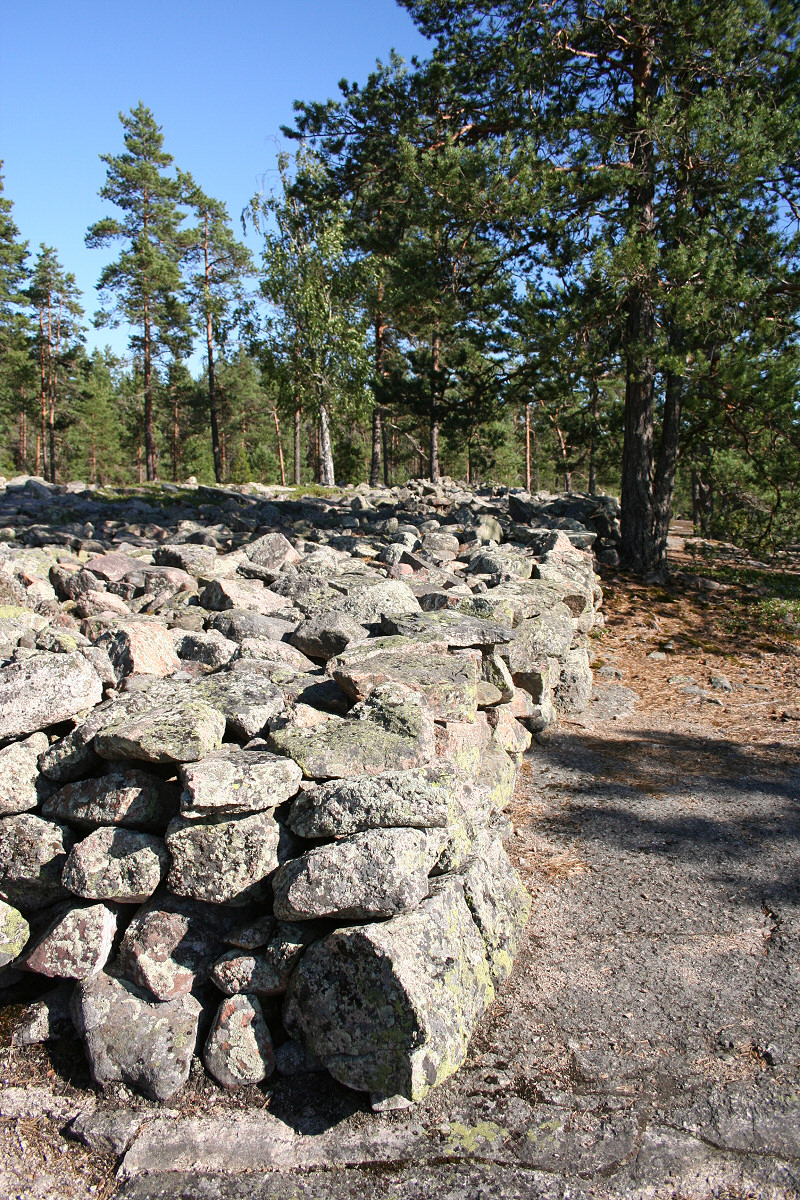
Un des cairns du site funéraire de Sammallahdenmäki.

À l'Âge du bronze, le site funéraire de Sammallahdenmäki était situé à proximité immédiate de la mer. Le rebond isostatique du bouclier scandinave a aujourd'hui rejeté les eaux du golfe de Botnie à plus de 15 km.

## Historique
La première mention des cairns de Sammallahdenmäki à l'époque moderne date de 1878. Quatre de ces cairns ont été largement fouillés et étudiés par l'archéologue Volter Högman en 1891, dont le Kirkonlaattia (le plancher de l'église), une formation rectangulaire de 16 mètres sur 19.

## Description
Le site de Sammallahdenmäki est constitué de 36 cairns funéraires en granite datés de l'Âge du bronze, entre environ 1500 et 500 av. J.-C.

## Protection
Le 1er décembre 1999, l'UNESCO a retenu le site pour en faire le premier site archéologique finlandais intégré à la liste du Patrimoine mondial.